# Nelson Reis
Nelson Tiago Pereira Reis, (Lisboa, 10 de Junho de 1986) é um futebolista português, que joga actualmente no Almada Atlético Clube.